# (2524) Budovicium
(2524) Budovicium est un astéroïde de la ceinture principale.

## Description
(2524) Budovicium est un astéroïde de la ceinture principale. Il fut découvert le 28 août 1981 à l'Observatoire Kleť par Zdeňka Vávrová. Il présente une orbite caractérisée par un demi-grand axe de 3,11 UA, une excentricité de 0,16 et une inclinaison de 0,3° par rapport à l'écliptique.

## Compléments